# Oleg Beloțerkovski
Oleg Belotserkovskii (n. 29 august 1925, Livnî, RSFS Rusă, URSS – d. 14 iulie 2015, Kraskovo⁠(d), Liuberețki raion⁠(d), Moscova, Rusia) a fost un matematician și inginer sovietic, fondatorul mai multor direcții în matematică computațională, mecanicii neliniare și modelarea matematică, profesor, doctor în științe fizico-matematice, profesor universitar. Rector al Institutului de Fizică și Tehnologie din Moscova în perioada 1962-1987.
Academician al Academiei de Științe a URSS (1979, membru corespondent 1974). Laureat al Premiului Lenin (1966).

## Biografie
A absolvit Universitatea din Moscova (1925). A lucrat la Institutul de matematică al Academiei de Științe din URSS în numele lui Steklov, la Centrul de calcul al Academiei de Stiințe din URSS. Din anul 1955 lucrează la Institutul fizico-tehnic din Moscova. Din anul 1960 este membru PCUS. În anul 1966 este profesor universitar, iar în anul 1962- rector al Institutului Fizico-tehnic din Moscova.

## Distincții, onoruri
- Premiul Lenin (1966)
- Premiul în numele lui N.E. Jukovskii

## Legături externe
- ru  50 лет ВЦ РАН: история, люди, достижения. — М.: ВЦ РАН, 2005.— 320 с. — ISBN 5-201-09837-1.
- ru  Белоцерковский Олег Михайлович на сайте Архивов РАН
- ru  Четверушкин Б. Н., Бетелин В. Б., Холодов А. С., Гущин В. А., Чернышов С. Л., Петров И. Б., Толстых А. И., Турчак Л. И., Бабаков А. В., Якушев В. Л., Трошкин О. В. Памяти О. М. Белоцерковского // Математическое моделирование, 2016, том 28, номер 2, 3-5